# جو نورتن
جو نورتن (بالإنجليزية: Joe Norton)‏ (1890 بليستر في المملكة المتحدة - 1963) هو لاعب كرة قدم بريطاني (وحمل سابقاً جنسية المملكة المتحدة لبريطانيا العظمى وأيرلندا) في مركز الهجوم. لعب مع ستوكبورت كونتي وسويندون تاون وليستر سيتي ومانشستر يونايتد ونادي بريستول روفيرز ونادي كيترينغ تاون ونونيتون بورو ‏ وهنكلي يونايتد ‏ ونادي أثرستون تاون.